# 印度金鈕扣
金鈕扣（學名：Acmella oleracea），又名千日菊、六神花、印度金钮扣，為菊科金鈕扣屬的植物。金鈕扣的葉子與頭花（頭狀花序）含有一種止痛劑的成分，可以用來緩解牙齒的疼痛，因此又被稱為牙痛草。原產於巴西的熱帶地區，被引種至世界各地栽培，做為觀賞植物與藥草使用。一年生草本植物，在氣候溫暖的地區會變成多年生植物。植株小型、直立，生長快速，在秋天時開花，頭花呈金黃色與紅色。

## 用途

### 食用
品嚐金鈕扣的確是一個令人難忘的經驗，金鈕扣的葉子聞起來有一股類似綠色葉菜類蔬菜的味道，然而吃起來則有點像是紫錐菊的味道，不過並沒有像紫錐菊那種的令人反胃的藥味及苦味。剛開始吃的時候，一股強烈的辛辣味在舌頭上散開，然後轉變為刺痛的感覺，此時會刺激唾液腺分泌出大量的唾液，當這種刺痛的感覺擴散開後，會變為尖銳酸味的刺痛感，最後使嘴巴麻痺，這種麻痺感依個人體質及食用量，會在二至二十分鐘後漸漸消退，而這種麻辣的感覺會殘留在口中一個小時以上或更久。
金鈕扣可以生食或煮熟食用，生食時，可以將少量的新鮮葉子切碎加入沙拉內，利用金鈕扣獨特的辛辣味來增添沙拉的口感。煮熟食用時，會除去金鈕扣的辛辣味，可以當做葉菜類蔬菜食用。在巴西的部分地區會把金鈕扣的葉子拿來做菜，金鈕扣常常和辣椒及大蒜一起使用在菜餚裡，用來增加食物的風味和維他命含量。一種和金鈕扣類似的種類也被引進到東南亞，使用在當地的菜餚裡。在世界上其他地區則較少用金鈕扣來做菜。

### 藥用
金鈕扣的葉子與頭花含有止痛劑、抗真菌劑、抗寄生蟲藥物及抗菌劑的成分，但是部分成分在乾燥或冷凍後會遭到破壞，而失去效用。金鈕扣也有促進唾液分泌的作用。
金鈕扣的主要有效成分是金鈕扣醇（spilanthol），曾經有研究報告指出，金鈕扣醇對於無脊椎動物是有毒性的（不過對於溫血動物並不會造成傷害），即使是低濃度的金鈕扣醇也可以有效的防治血液寄生蟲。當服用金鈕扣藥草時，會顯現出和使用免疫調節劑藥品時類似的效果，即會刺激白血球與干擾素的產量增加，又可增強吞噬作用。
金鈕扣的葉子可能可以用來治療細菌性及真菌性的皮膚病，例如：癬。

## 同物異名
- Anacyclus pyrethraria Spreng.
- Bidens acmelloides Bergius
- Bidens fervida Lam.
- Bidens fixa Hook.f.
- Bidens fusca Lam.
- Bidens oleracea Cav. ex Steud.
- Cotula dichotoma Pers.
- Cotula pyretharia L.
- Isocarpha pyrethraria (L.) Cass.
- Pyrethraria dichotoma Pers. ex Steud.
- Pyrethrum spilanthus Medik.
- Spilanthes acmella var. oleracea (L.) C.B.Clarke ex Hook.f.
- Spilanthes fusca Lam.
- Spilanthes oleracea L.
- Spilanthes oleracea var. fusca (Lam.) DC.
- Spilanthes radicans Schrad. ex DC.

## 外部連結
- 金钮扣 Jinniukou （页面存档备份，存于） 藥用植物圖像資料庫 (香港浸會大學中醫藥學院) （繁體中文）（英文）